# Capitalismo

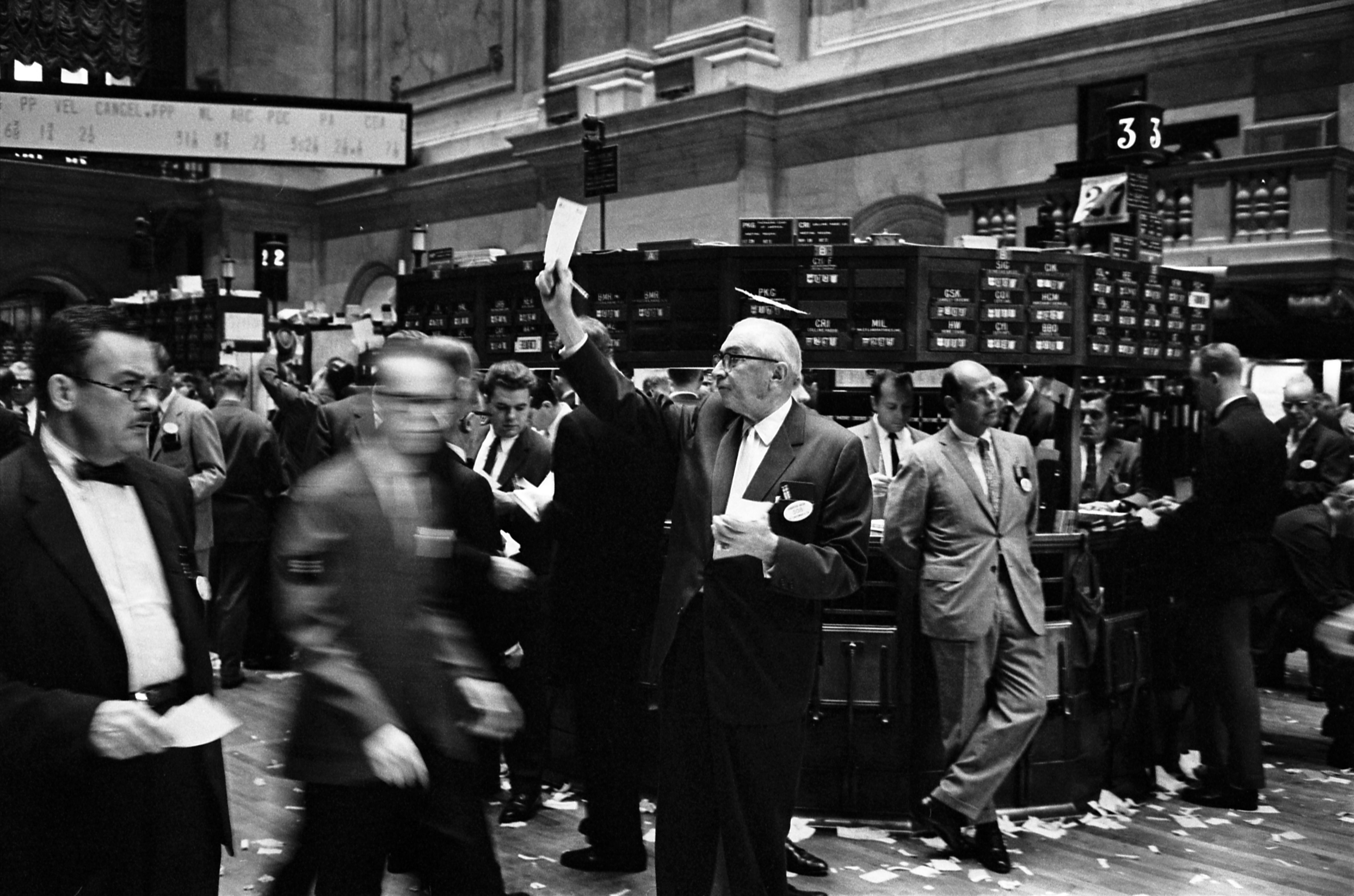
Sala contrattazioni della borsa di New York (1963), un classico simbolo del capitalismo

In economia, il capitalismo è un sistema economico in cui alcune imprese e/o alcuni privati cittadini possiedono mezzi di produzione, ricorrendo al lavoro subordinato per la produzione di beni e servizi a partire dalle materie prime lavorate, al fine di generare un profitto attraverso la vendita diretta o indiretta ad acquirenti degli stessi. 
Tale produzione, basata sulla domanda e sull'offerta nel mercato generale di tali prodotti, è nota come economia di mercato, contrapposta all'economia pianificata, caratterizzata invece da una pianificazione centrale da parte dello Stato. 
Anziché pianificare le decisioni economiche attraverso metodi politici centralizzati, come nel caso del feudalesimo e del socialismo, sotto il capitalismo tali decisioni sono del tutto decentralizzate ovvero nate sulla base di libere e volontarie iniziative dei singoli imprenditori.
In senso politico, con il termine "capitalismo" ci si riferisce a quegli ordinamenti statuali che pongono il "capitale" (il reddito, la proprietà, ecc.) come primo obiettivo della tutela costituzionale.

## Descrizione
Più in particolare il termine in senso economico può riferirsi a:
- Un insieme di teorie intese a spiegare il funzionamento di tali mercati, e a dirigere l'applicazione o l'eliminazione della regolamentazione governativa di proprietà e mercati;
- Il sistema economico, e per estensione l'intera società, il cui funzionamento si basa sulla possibilità di accumulare e concentrare ricchezza in una forma trasformabile (in denaro) e re-investibile, in modo che tale concentrazione sia sfruttata come mezzo produttivo;
- Regime economico e di produzione che nelle società avanzate viene a svilupparsi in periodi di crescita, riconducibile a pratiche di monopolio, di speculazione e di potenza[non chiaro].

La parola "capitalismo" è usata con molti significati differenti, a seconda degli autori, dei periodi storici, e talvolta del giudizio di valore che l'autore porta sull'organizzazione sociale vigente. Volendo trovare un comune denominatore alle diverse visioni, si può forse affermare che per capitalismo si intenda, generalmente e genericamente, il "sistema economico in cui i beni capitali appartengono a privati individui".
Va anzitutto distinta la nozione di "capitalismo" come fenomeno (cioè, come sistema politico-economico e sociale) dalla nozione di "capitalismo" come ideologia (la posizione che difende la "naturalità" o la "superiorità" di tale sistema, basato sulle competizioni di detentori di capitali privati).
Essendo un termine carico di significati diversi, esso ha rappresentato spesso uno spartiacque politico che ha diviso le posizioni ideali in fautori, oppositori e critici del capitalismo.
Alle diverse definizioni di "capitalismo" come sistema economico-sociale fanno spesso riscontro diverse definizioni di cosa sia il "capitale". Molto raramente gli autori hanno definito in modo esplicito l'uno o l'altro dei termini, e pertanto tali definizioni spesso (anche se non sempre) devono essere ricavate attraverso un'analisi critica del complesso dei loro testi.

## Storia

### Capitalismo nella storia economica
Il capitalismo è un fenomeno difficilmente inquadrabile storicamente, politicamente e socialmente a causa della mancanza di una definizione universale accettata e che non lasci spazio ad ambiguità interpretative. Alcuni studiosi ritengono pertanto corretto affermare che il capitalismo non rappresenti altro che il metodo più "naturale" di allocare le risorse disponibili all'interno di una comunità economica (per ragioni che saranno mostrate in seguito) e che quindi sia sempre esistito in varie forme, a partire dalle comunità preistoriche fino ai giorni nostri. 
Coloro che non concordano con questa ipotesi sostengono che il capitalismo non sia il modo più comune possibile di distribuire le risorse, bensì sia solo un'opzione: il dibattito verte principalmente sull'esistenza o meno di altri metodi per la distribuzione delle risorse (quali il comunismo o il socialismo) e che questi siano applicabili nella realtà economica attuale o del passato.
I sostenitori della tesi del "Capitalismo perenne" affermano che il continuo tentativo di migliorare le proprie condizioni di vita (e quindi anche economiche) a discapito di altri soggetti o di altre comunità faccia parte del naturale comportamento dell'uomo e sono dunque convinti che il capitalismo - inteso come attitudine umana all'arricchimento personale o della propria comunità (generalizzando, il miglioramento delle proprie condizioni di vita) attraverso il concentramento di risorse universalmente limitate e quindi di valore - sia sempre esistito e continuerà a esistere, nonostante si sia manifestato sotto forme differenti nella storia. Naturalmente se il capitalismo fosse inteso solo come modello economico (limitato quindi agli aspetti meramente economici e non antropologici o sociali), questo non potrebbe avere le caratteristiche descritte sopra.
I detrattori di questa teoria (che intendono il capitalismo come un fenomeno di ampio respiro, non solo in ambito strettamente economico) sostengono che il capitalismo non sia sempre esistito (taluni ritengono sia nato con l'agricoltura, nella Mezzaluna fertile, altri nell'antichità classica con la schiavitù, altri ancora agli inizi della prima Rivoluzione industriale) e/o che non durerà per sempre.

### Capitalismo economico e ideologie politiche
Esistono numerose ideologie o correnti di pensiero politico-economiche differenti, talvolta opposte, che valutano il capitalismo:
- minarchismo: difende una forma "pura" di economia di mercato con interventi statali ridotti al minimo.
- conservatorismo liberale: le posizioni specifiche sono variabili a seconda dei diversi Paesi, difende il capitalismo, anche se non mancano critiche alla globalizzazione.
- mercantilismo: diffuso soprattutto tra i populisti di destra, difende l'intervento statale a protezione di industrie e commercio interno contro la concorrenza estera (vedi protezionismo).
- liberismo: considerato da molti come l'applicazione in ambito economico delle idee liberali
- neo-liberismo: dottrina economica non ben definita che ha avuto grande impulso a partire dagli anni ottanta del secolo scorso
- neo-illuminismo: l'idea che al mondo non ci sia stato mai un vero Stato e che quindi tutte le teorie economiche siano falsate. Si propone il raggiungimento del "vero Stato", con l'instaurazione dell'eunomia.

- distributismo: creato per applicare quei principi di dottrina economico-sociale della Chiesa cattolica affondanti le radici nel pauperismo medievale (ora et labora) ed espressi modernamente nella dottrina di Papa Leone XIII dell'enciclica Rerum novarum.
- anarcocapitalismo, ideologia politica che propone l'abolizione dello Stato (come definito dai suoi teorici) a favore di una forma estrema di capitalismo laissez-faire.
- capitalismo finanziario, capitalismo basato sui soli strumenti finanziari, slegato dall'economia reale.[5]
- Capitalismo per procura, capitalismo attuato dal ristretto gruppo di direttori e manager che hanno in gestione le rilevanti dotazioni finanziarie degli investitori istituzionali[6].

Molte ideologie differenti, spesso politicamente contrapposte, si oppongono al capitalismo in favore di diverse forme di economia pianificata (talora indicate come collettivismo), tra cui:
- socialismo: in alcune delle sue espressioni, promuove un esteso controllo statale dell'economia, anche se con aree piccole e tollerate di capitalismo.
- laburismo: forma di socialismo fondata sul lavoro e sull'anticapitalismo
- liberal-laburismo: forma di socialismo libertario fondata sul lavoro e sulla meritocrazia.
- socialismo libertario: sostiene il controllo collettivo dell'economia senza bisogno di uno Stato.

Altre ideologie politiche propongono forme diverse di economie capitalistiche controllate, unendo diversi aspetti del socialismo e delle teorie liberiste (dette anche o economie miste):
- social-democrazia: promuove una estesa regolamentazione statale e un parziale intervento in un contesto capitalistico (vedi: stato sociale, liberalismo politico, liberaldemocrazia, nuovo liberalismo).
- capitalismo naturale: sottolinea il ruolo dell'impresa privata nel promuovere l'efficienza energetica e di materiali, e il ruolo del governo nel rendere difficile o costoso ridurre la biodiversità o inquinare i beni comuni.
- economia sociale di mercato: propone un compromesso tra il libero mercato e la giustizia sociale, fornendo allo stato il suo unico ruolo interventista solo al fine di garantire l'egualitarismo e le pari opportunità economiche a tutti i cittadini.
- economia keynesiana, fissa un limite al libero mercato promuovendo un maggiore intervento o controllo statale attraverso opportune politiche economiche che favoriscano l'efficienza del sistema economico evitandone le distorsioni (es. politiche di redistribuzione dei redditi o a sostegno dell'occupazione).

Infine, il comunismo e l'anarchia sostengono la necessità del superamento della società capitalistica per una società senza classi, con il controllo diretto dei mezzi di produzione da parte dei lavoratori.

### Argomentazioni
Poiché esistono così tante ideologie divergenti che promuovono o si oppongono al capitalismo, sembra difficile accordarsi su una lista di argomentazioni pro o contro. Ciascuna delle ideologie sopra elencate fa affermazioni molto diverse sul capitalismo. Alcuni si rifiutano di utilizzare questo termine.
Tuttavia, sembra possibile individuare quattro questioni separate e distinte sul capitalismo che sono chiaramente sopravvissute al XX secolo e sono ancora oggi discusse. Alcuni analisti sostengono o hanno sostenuto di possedere risposte semplici a queste domande, ma le scienze politiche le vedono in generale come diverse sfumature di grigio:
- Il capitalismo è morale? Incoraggia realmente tratti che troviamo utili o desiderabili negli esseri umani?
  - Sì: Ayn Rand, Robin Hanson
  - No: John McMurty, Karl Marx
- Il capitalismo è etico? Le sue regole, contratti e sistemi di applicazione possono essere resi totalmente obiettivi di coloro che li amministrano, a un livello superiore rispetto ad altri sistemi?
  - Sì: Buckminster Fuller, John McMurty, Friedrich Hayek
  - No: Karl Marx, Pëtr Kropotkin
- Il capitalismo è efficiente? Dati gli scopi morali o gli standard etici che potrebbe servire, qualunque essi siano, si può dire che esso distribuisca l'energia, le risorse naturali, la creatività umana, meglio di qualsiasi alternativa?
  - Sì: Léon Walras, Paul Hawken, Joseph Schumpeter
  - No: Pëtr Kropotkin, Benjamin Tucker
- Il capitalismo è sostenibile? Può persistere come mezzo di organizzazione degli affari umani, sotto qualunque insieme di riforme concepibile in base a quanto sopra?
  - Sì: Buckminster Fuller, Paul Hawken
  - No: Joseph Schumpeter, Karl Marx

### Capitalismo e globalizzazione
Il termine "capitalismo" si aggiorna e acquista nuovi significati in ogni epoca storica, che sia usato esplicitamente o implicitamente per indicare "lo stato di cose presente" (per parafrasare Karl Marx).
In particolare, inteso come sistema economico-politico, esso acquista una nuova fisionomia con il processo di globalizzazione, altro termine per il quale esistono molte varianti e sfumature di significato, raramente esplicite. Il suo significato e il suo senso s'intrecciano dunque oggi con quello di globalizzazione, e pensatori di riferimento - nel contesto di una visione del capitalismo come prodotto della storia - possono essere considerati Joseph Stiglitz, Giovanni Arrighi, l'economista indiano Prem Shankar Jha, i quali utilizzano tutti esplicitamente la parola "capitalismo", intesa in un senso molto prossimo a quello di Karl Polanyi. Della globalizzazione si interessano specificamente anche Paul Krugman, l'economista francese Jean-Paul Fitoussi, assieme all'economista francese liberale Maurice Allais, il quale è, nonostante questo, un oppositore del liberoscambismo.

## Controversie

### Perché nessuno concorda sul significato di capitalismo?
È difficile dare una risposta obiettiva. In apparenza, non c'è mai stato un accordo chiaro sulle implicazioni linguistiche, economiche, etiche e morali, cioè, sull'"economia politica" del capitalismo stesso.
Un po' come un partito politico che tutti cercano di controllare, a prescindere dall'ideologia, la definizione di "capitalismo" in un dato momento tende a riflettere i conflitti contemporanei tra gruppi di interesse.
Alcune combinazioni tutt'altro che ovvie dimostrano la complessità del dibattito. Ad esempio, Joseph Schumpeter sostenne nel 1942 che il capitalismo era più efficiente di qualsiasi alternativa, ma condannato dalla sua giustificazione complessa ed astratta che il comune cittadino alla fine non avrebbe difeso.
Inoltre, le varie asserzioni si sovrappongono parzialmente, confondendo la maggior parte dei partecipanti al dibattito. Ayn Rand fece una difesa originale del capitalismo come codice morale, ma le sue argomentazioni in merito all'efficienza non erano originali, ed erano scelte per sostenere le sue asserzioni in tema di morale. Karl Marx sosteneva che il capitalismo fosse efficiente, ma iniquo nell'amministrazione di uno scopo immorale, e pertanto in definitiva insostenibile. John McMurty, un commentatore corrente del movimento no-global, crede che sia divenuto sempre più equo nell'amministrazione di tale scopo immorale. Robin Hanson, un altro commentatore attuale, si chiede se l'idoneità, l'equità e la moralità possano essere realmente separate da mezzi che non siano politici/elettorali.

### Il capitalismo economico funziona nell'interesse di chi?
Infine, le argomentazioni si appellano fortemente a gruppi di interesse diversi, sostenendo spesso le loro posizioni come "diritti".
I proprietari attualmente riconosciuti, soprattutto azionisti di società e detentori di atti di proprietà terriera o diritti di sfruttamento del capitale naturale, sono generalmente riconosciuti come sostenitori di diritti di proprietà estremamente forti.
In ogni caso, la definizione di "capitale" si è ampliata in tempi recenti per comprendere le motivazioni di altri gruppi di interesse importanti: artisti o altri creatori che si affidano alle leggi di "diritto d'autore"; detentori di marchi e brevetti che migliorano il cosiddetto "capitale intellettuale"; operai che esercitano per lo più il loro mestiere guidati da un corpus imitativo e condiviso di capitale istruttivo - i mestieri stessi - hanno tutti motivo di preferire lo status quo delle leggi di proprietà attuali rispetto a qualunque insieme di possibili riforme.
Persino giudici, mediatori o amministratori incaricati dell'esecuzione equa di qualche codice etico e del mantenimento di qualche relazione tra capitale umano e capitale finanziario all'interno di una democrazia rappresentativa capitalistica, tendono ad avere interesse personale a sostenere l'una o l'altra posizione - tipicamente, quella che assegna loro un ruolo significativo nell'economia capitalista.
Secondo Karl Marx, questo ruolo ha una reale influenza sulla loro cognizione, e li conduce inesorabilmente verso punti di vista inconciliabili, cioè, nessun accordo è possibile mediante la "collaborazione di classe" tra gruppi di interesse opposti, ed è piuttosto la "lotta di classe" a definire il capitalismo.
Oggi, anche quei partiti tradizionalmente contrari al capitalismo, p.es. il Partito Comunista Cinese di Mao Zedong, ne vedono un ruolo nello sviluppo della loro società. Il dibattito è concentrato sui sistemi di incentivi, non sulla chiarezza etica o sulla struttura morale complessiva del "capitalismo".
Nel corso di un discorso tenuto in occasione del Forum Economico Mondiale a Davos, in Svizzera, in programma dal 23 al 27 gennaio 2008, Bill Gates, ritenuto il terzo uomo più ricco del mondo, ha illustrato il concetto di capitalismo creativo, attirando l'attenzione dell'opinione pubblica su questo tema. Per capitalismo creativo s'intende un sistema in cui i progressi tecnologici compiuti dalle aziende non sono sfruttati semplicemente per la logica del profitto, ma anche per portare sviluppo e benessere soprattutto là dove ce ne è più bisogno, ossia nelle aree più povere del mondo, sposando le esigenze di profitto con le cause umanitarie.

## Capitalismo secondo diversi filosofi ed economisti

### Adam Smith

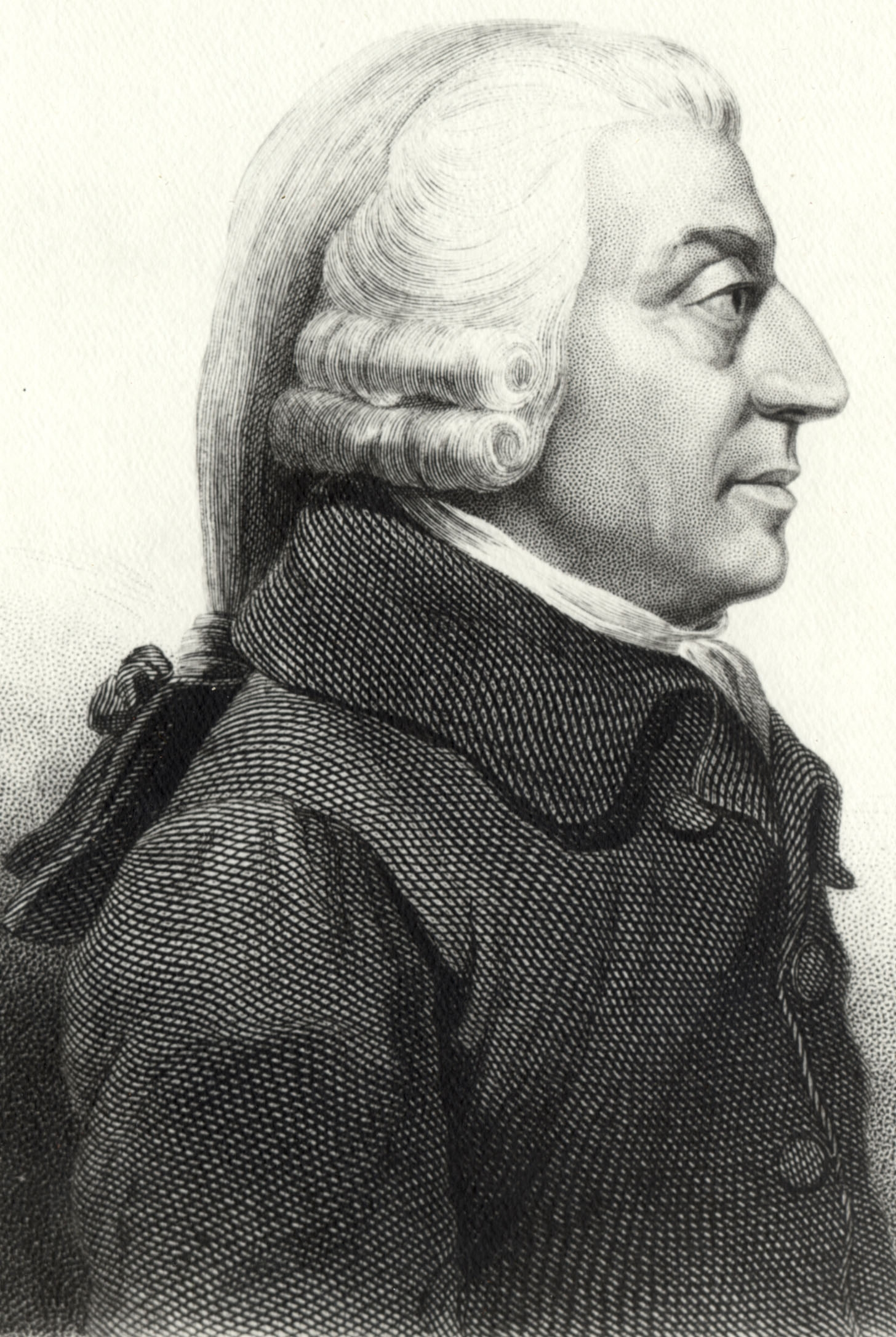
Adam Smith

Adam Smith è storicamente considerato il primo grande economista della storia, promotore di un'economia di mercato basata sul laissez faire puro ovvero il libero scambio come unica forza regolatrice del mercato, capace, attraverso la cosiddetta mano invisibile ovvero la semplice legge della domanda e dell'offerta, di portare il sistema economico all'equilibrio economico generale.

### Karl Marx
Ma non discutete con noi misurando l'abolizione della proprietà borghese sul modello delle vostre idee borghesi di libertà, cultura, diritto e così via. Le vostre idee stesse sono prodotti dei rapporti borghesi di produzione e di proprietà, come il vostro diritto è soltanto la volontà della vostra classe elevata a legge, volontà il cui contenuto è dato nelle condizioni materiali di esistenza della vostra classe.»
(Marx, Engels, Il manifesto del partito comunista, 1848)
Per il socialismo scientifico, del quale il principale pensatore deve essere considerato Karl Marx, la "società borghese" è quella organizzazione divisa in classi dedicata alla riproduzione della vita materiale attraverso il "modo di produzione capitalistico" (quella che qualcuno chiama "economia", altro termine fortemente ambiguo). Questa organizzazione, nella storia contemporanea, vede il predominio della borghesia. Questo fenomeno consiste nell'appropriazione da parte di una classe (la borghesia) del "plusvalore" attraverso il "pluslavoro" della classe operaia. Tale processo di appropriazione è chiamato "sfruttamento" della mano d'opera, impersonata nel "proletariato", quella classe che "non possiede altro che la propria prole" ovvero i senza-riserve. Per Marx un altro elemento distintivo della società borghese è la conversione di tutto in merce, dunque la creazione di un mercato non solo delle merci, ma anche del lavoro, e anche del danaro (capitale) stesso.
Il tempo è lo spazio dello sviluppo umano. Un uomo che non dispone di nessun tempo libero, che per tutta la sua vita, all'infuori delle pause puramente fisiche per dormire e per mangiare e così via, è preso dal suo lavoro per il capitalista, è meno di una bestia da soma. Egli non è che una macchina per la produzione di ricchezza per altri, è fisicamente spezzato e spiritualmente abbrutito. Eppure, tutta la storia dell'industria moderna mostra che il capitale, se non gli vengono posti dei freni, lavora senza scrupoli e senza misericordia per precipitare tutta la classe operaia a questo livello della più profonda degradazione.
Dati i limiti della giornata di lavoro, il massimo del profitto corrisponde al limite fisico minimo dei salari, e, dati i salari, il massimo del profitto corrisponde a quella estensione della giornata di lavoro che è ancora compatibile con le forze fisiche dell'operaio. Il massimo del profitto è dunque limitato solamente dal minimo fisico dei salari e dal massimo fisico della giornata di lavoro. È chiaro che fra questi due limiti del saggio massimo del profitto è possibile una serie immensa di variazioni. La determinazione del suo livello reale viene decisa soltanto dalla lotta incessante tra capitale e lavoro; il capitalista cerca costantemente di ridurre i salari al loro limite fisico minimo e di estendere la giornata di lavoro al suo limite fisico massimo, mentre l'operaio esercita costantemente una pressione in senso opposto.
La cosa si riduce alla questione dei rapporti di forza delle parti in lotta.»
(Marx, Salario, prezzo e profitto, 1865)
La rivoluzione borghese distrugge l'ancien régime (la società feudale basata su una congerie di classi e ceti, fondata sulla proprietà della terra e delle persone -la servitù, la servitù della gleba- come fattori di produzione, e che quindi vedeva come classi dominanti l'aristocrazia e il clero), libera i servi e li trasforma in proletari, che possono vendere l'unica cosa in loro possesso, la "forza lavoro", sul mercato del lavoro. Inoltre la rivoluzione borghese realizza un cambiamento paradigmatico del significato del danaro, attraverso l'inversione del ciclo MDM (merce-denaro-merce) in DMD (denaro-merce-denaro). Il denaro assume così una duplice veste: da un lato esso è un mezzo di scambio (quale è sempre stato, anche nel ciclo MDM), ma dall'altro diviene merce esso stesso. Infatti nella società borghese, con la produzione di merce basata sul "matrimonio" tra denaro (capitale) e lavoro, il danaro diviene un "precursore" della merce stessa, cioè deve ad essa preesistere per permetterne la produzione. Allo stesso tempo è il denaro a divenire lo scopo dello scambio (finalizzato alla riproduzione del capitale), e non più la merce come accadeva nel ciclo MDM, finendo così (in campo speculativo finanziario) per ridurre la formula DMD ad una più diretta D-D' (come riportato nel IV capitolo del primo libro de Il Capitale). Questo fenomeno si traduce in un "feticismo" del denaro che, ormai mercificato, occulta la reale natura del profitto (basato essenzialmente sui rapporti lavorativi che generano il plusvalore) e amplifica il processo di scollamento del denaro/merce dalla base produttiva del capitale. La mercificazione del denaro sfocia nella creazione del "capitale fittizio", caratterizzato dall'accumulo di denaro sostanzialmente sempre più privo di un valore reale, derivante soprattutto da operazioni e speculazioni finanziarie. Da tutto ciò Marx perviene a una critica del valore, dato che il capitale, passando da reale a fittizio, si trasforma in un "soggetto automatico" che riesce a riprodursi in maniera indipendente dalla realtà. In questo automatismo il valore, paradossalmente, riesce a valorizzare se stesso, passando da una forma all'altra senza perdersi, in una maniera ormai del tutto scollata dalla base produttiva reale. Questo ciclo irrazionale di valorizzazione del valore tuttavia non continua all'infinito, ad interromperlo intervengono le crisi economiche scatenate dallo scoppio delle bolle di capitale fittizio e dall'esaurimento dei mercati di riferimento per i vari settori della borghesia. Queste crisi hanno carattere ciclico e caratterizzano il tormentato sviluppo del capitalismo fino al suo stadio finale. Le crisi economiche sono perciò destinate a divenire via via sempre più gravi, risolvendosi in aspre competizioni tra settori della borghesia che portano alla sempre maggiore concentrazione del capitale nelle mani di pochi monopolisti. Il superamento di questo stato di cose, secondo Marx e i comunisti, si può ottenere solo con una rivoluzione proletaria che veda il proletariato come protagonista del rovesciamento della società borghese fino al superamento del capitalismo in favore del comunismo.
Se qui si parla di "società borghese" anziché di "capitalismo", è perché quest'ultimo termine per la verità non compare nell'opera di Marx. Vi compaiono il termine "società borghese" da un lato, e "capitale" dall'altro, ovvero "lavoro morto", accumulato, in grado di diventare un fattore di produzione solo se associato al "lavoro vivo", la forza lavoro del proletariato. Si reinnesca così il processo di accumulazione del plusvalore e la riproduzione del capitale stesso. A questa modalità di funzionamento K. Marx si riferisce con il termine "modo di produzione capitalistico". Per la complessa visione politica della storia e della società di Karl Marx si rimanda alla voce specifica, e ai testi ivi citati.

### Max Weber
Un punto di vista diverso, e per certi versi opposto, è quello di Max Weber, il quale, in esplicita critica a Marx, conferisce al "capitalismo", o quanto meno alle condizioni del suo sviluppo, un carattere eminentemente culturale e sociale, legato al pensiero religioso protestante, per il quale è essenziale il risparmio e la rinuncia al consumo (attitudine indispensabile all'accumulazione). Successivamente il meccanismo capitalistico assicura la perpetuazione dei meccanismi di riproduzione indipendentemente dalle volontà dei singoli, imponendo una forma di "ascesi" attraverso la competizione, che la rende obbligatoria.

### Karl Polanyi
Per altri pensatori, quali l'antropologo, sociologo ed economista Karl Polanyi, il capitalismo si identifica invece nella Haute finance, attività legata ai flussi di denaro scambiati nel commercio a grande distanza, che richiede di necessità garanzie e mezzi di pagamento sicuri a distanza, e credito. Esso è dunque un sistema politico sociale che si aggrega attorno al capitale finanziario, che si costituisce in un'organizzazione sia politica sia economica, come insieme organico di istituzioni per la promozione (anche per mezzo di guerre), la protezione e la regolazione degli scambi internazionali (dove questo termine assume una portata e un significato diverso a seconda dei periodi storici), e dunque del capitalismo stesso. Esso è dunque per Karl Polanyi un sinonimo di "società di mercato" (intesa nel senso sopra detto, come società in cui tutto, merci, danaro, servizi, credito, diventa oggetto di scambio), un prodotto della società umana, storicamente datato, e non, come nel pensiero liberale, nient'altro che un naturale prolungamento della naturale tendenza umana agli scambi. La considerevole attualità di questa visione del capitalismo è all'origine di un rinnovato interesse per il pensiero dell'ungherese.

### John Rogers Commons
L'economista americano del New Deal, esponente della scuola "istituzionalista", ritiene il capitalismo una costruzione giuridica ed economica: esso si basa su "una diminuzione della libertà individuale, imposta da sanzioni governative, ma soprattutto da sanzioni economiche attraverso l'azione concertata (segretamente, semi-apertamente, apertamente o per arbitraggio) di associazioni, corporazioni, sindacati e altre organizzazioni collettive di industriali, di commercianti, di lavoratori, di agricoltori e di banchieri".

### John Maynard Keynes
John Maynard Keynes si è distinto nel corso del XX secolo per aver elaborato una forma di capitalismo o economia di mercato dove oltre al libero scambio nel mercato da parte di consumatori e imprese lo Stato interviene nel sistema economico a regolare eventuali squilibri in termini di occupazione e redistribuzione della ricchezza generate dall'inevitabile perseguimento dell'interesse privato da parte dei soggetti economici in gioco, gettando le basi dunque per una forma di economia mista nota come economia keynesiana. In sostanza per Keynes il nocciolo del problema è come impedire che il capitalismo si autodistrugga. Esso avrebbe dunque bisogno di una continua regolazione ("il mondo non è governato dall'alto in modo che l'interesse privato e l'interesse pubblico coincidano sempre. Non è corretto dedurre dai principi dell'economia che l'interesse personale illuminato operi sempre nell'interesse pubblico"), e pertanto è un avversario del laissez-faire. Come ideologia, il capitalismo sarebbe per lui "... la stupefacente credenza secondo la quale i peggiori uomini farebbero le peggiori cose per il gran bene di tutti". Il suo pensiero è alla base della scuola della "economia della regolazione", prevalente in Francia, dei quali un noto esponente è stato Jean-Paul Fitoussi.

### Thorstein Veblen
Un diverso punto di vista, o se si vuole una diversa definizione di capitalismo, la abbiamo in Thorstein Veblen, un economista statunitense del New Deal della scuola istituzionalista. Veblen è uno dei pochi che fornisce una definizione esplicita di "capitale", e dunque implicitamente di "capitalismo". Per Veblen il capitale non ha necessariamente una manifestazione monetaria: esso consiste nelle conoscenze, nei saperi, nelle tecniche, nei metodi di produzione, di una determinata società. In ogni società determinati gruppi sociali si appropriano di questo "capitale" sociale per il proprio tornaconto particolare (prestigio, potere, non necessariamente reddito o danaro) con i più svariati mezzi. Per Veblen, dunque, ogni società è in questo senso "capitalista". La sua definizione non coincide affatto con quella di Marx, e non lo si può dunque definire correttamente un "marxista" (come talvolta si è invece erroneamente fatto); semmai, la sua è una generalizzazione della nozione di Capitale in Marx, che ne sarebbe solo una specifica determinazione legata a uno specifico momento storico.

### Joseph Schumpeter

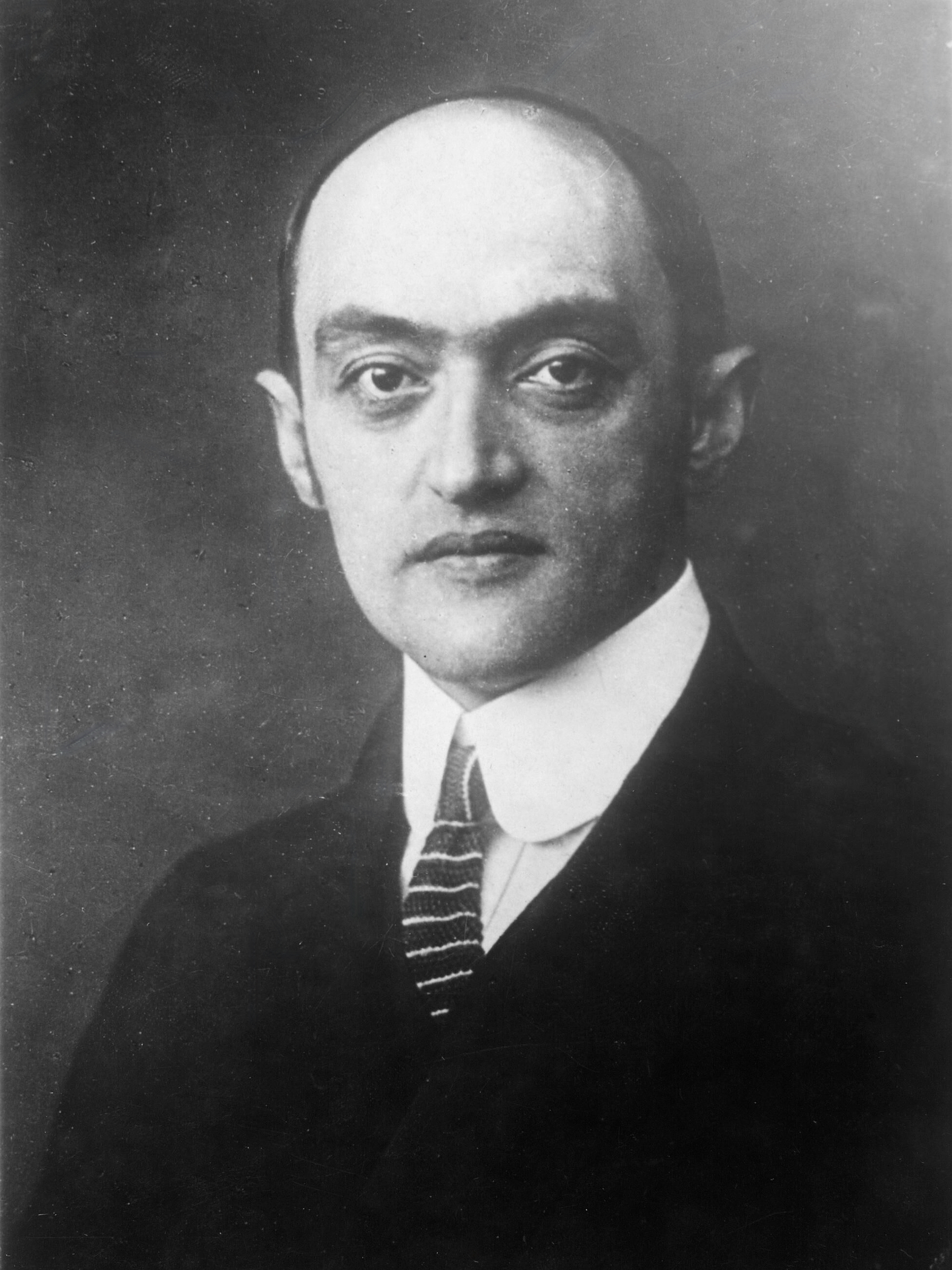
Joseph Schumpeter

Per Joseph Schumpeter il capitalismo si basa su un processo di continuo rivolgimento basato sull'innovazione tecnologica, attraverso fasi in cui emergono strutture nuove e quelle obsolete vengono distrutte. "Questo processo di 'distruzione creatrice' costituisce il dato fondamentale del capitalismo: è in questo che consiste, in ultima analisi, il capitalismo, ed ogni impresa capitalista deve, volente o nolente, adattarvisi." La molla che spinge il fenomeno non è la concorrenza, ma la sete di guadagno degli imprenditori, i quali tentano continuamente di utilizzare l'innovazione allo scopo di ottenere una posizione monopolistica di fatto, sottraendosi alla concorrenza. Per Schumpeter, anche se è, e proprio in quanto è, un meccanismo puramente razionale, il capitalismo rappresenta però un'utopia perversa alla quale gli uomini non si adattano, ed è pertanto destinato ad essere soppresso.

### Fernand Braudel
Fernand Braudel, storico, uno dei principali esponenti della Scuola delle Annales francese, nel suo Civiltà materiale, economia e capitalismo sostiene che le origini del capitalismo si situano negli scambi mercantili tra il XV e il XVIII secolo. Il "capitalismo" si riferirebbe più propriamente alla generalizzazione di tali scambi su scala mondiale, con la costituzione di centri di potere (Venezia, Genova, Amsterdam, Londra, New York) e alla diretta influenza di questa "economia-mondo" sulla produzione stessa attraverso una simbiosi istituzionale: "Il capitalismo trionfa non appena si identifica con lo Stato, quando è lo Stato"; "Il capitalismo del passato, a differenza di quello attuale, occupava solo una piccola piattaforma della vita economica. Se scelse determinate aree per risiedervi è perché queste erano le uniche che favorivano la riproduzione del capitale". Braudel utilizza dunque "capitalismo" per designare non un'ideologia, bensì un sistema economico costruito progressivamente grazie ad un equilibrio di poteri.
Una visione dunque non lontana, anche se diversa, da quella di Karl Polanyi.

### Milton Friedman

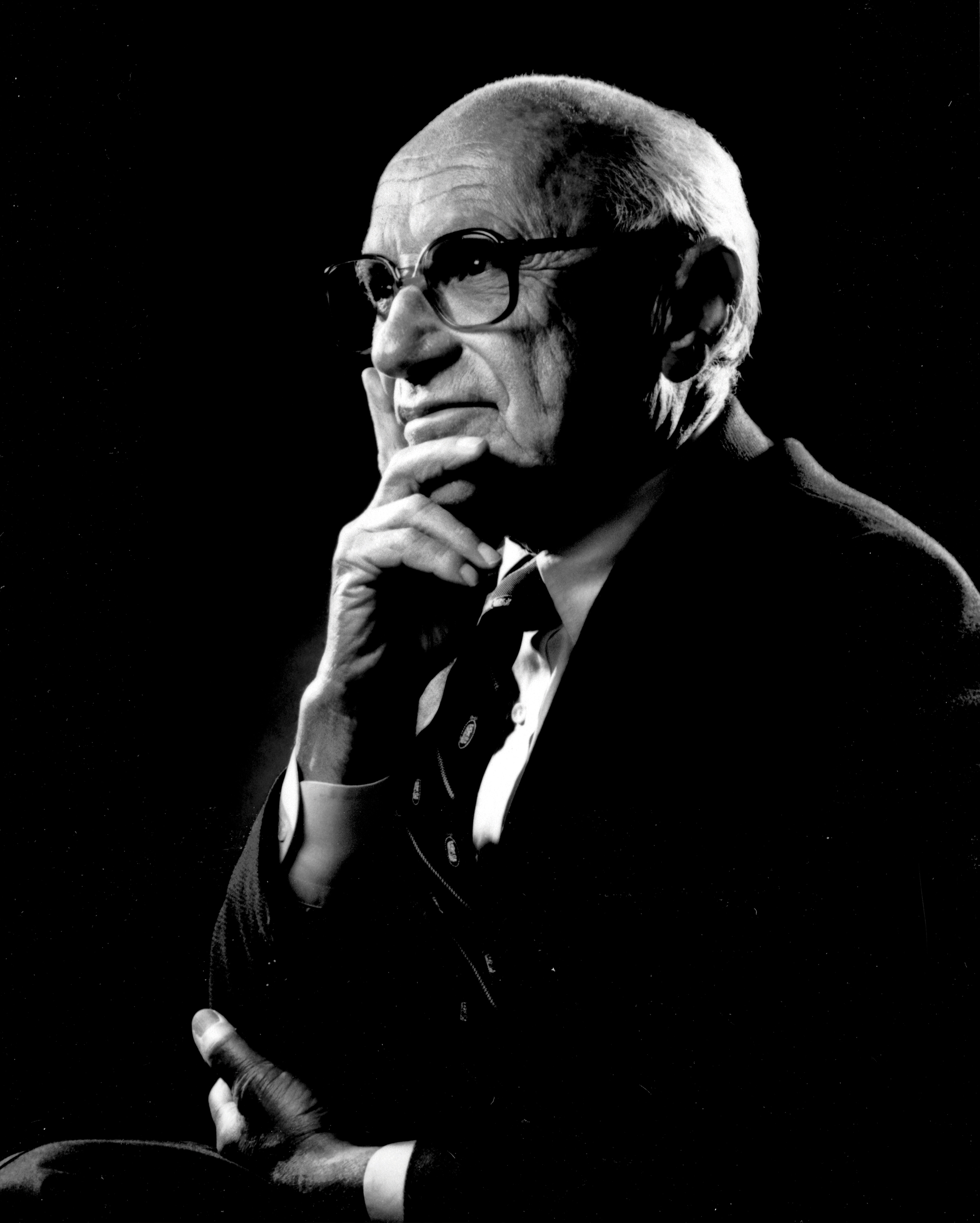
Milton Friedman

Il premio Nobel per l'economia Milton Friedman, nel dopoguerra consigliere del candidato repubblicano alla presidenza USA Barry Goldwater e poi del presidente Richard Nixon, è stato in gioventù un keynesiano convinto, difensore della politica del New Deal e attivo sostenitore della politica di bilancio di John Fitzgerald Kennedy. Si è successivamente spostato su posizioni del tutto opposte, critiche del New Deal, conservatrici-libertarie, a favore del laissez-faire e di una visione monetarista. È dunque diventato forse il principale difensore del capitalismo "puro", inteso come sistema sociale dove nessun intervento pubblico deve interferire nella libera competizione dei soggetti economici. Per Friedman questo è visto, prima ancora che come strumento di sviluppo economico, come mezzo per la salvaguardia delle libertà individuali, che lui pone alla sommità della scala dei valori. La sua posizione può quindi essere annoverata all'interno di un liberismo classico. Questo non significa però che per Friedman il capitalismo "sia" tale, tutt'altro, ma piuttosto che "debba esserlo". La sua è dunque una posizione più prescrittiva che analitica.
Le sue idee monetariste sono inoltre quelle che improntano la "Scuola economica di Chicago", i cosiddetti Chicago Boys. Forte è l'influenza delle sue idee e della sua visione del capitalismo, della società e della politica in Ronald Reagan e in Margaret Thatcher. Essendo per lui le libertà economiche precursori di quelle politiche, Friedman ha sostenuto attivamente e concretamente – tra molte polemiche - l'introduzione di forti elementi di capitalismo nei regimi dittatoriali, in particolare nel Cile di Pinochet e nella Cina comunista, paesi dove si è recato proprio a questo scopo, nel convincimento che questo avrebbe di necessità indotto un'evoluzione liberale.

## Critiche al capitalismo
Un'argomentazione moderna importante è che il capitalismo semplicemente non è un sistema, ma soltanto un insieme di domande, problematiche e asserzioni riguardanti il comportamento umano, simile alla biologia o all'ecologia e alla sua relazione al comportamento animale, complicato dal linguaggio dalla cultura e dalle idee umane. Jane Jacobs e George Lakoff hanno argomentato separatamente l'esistenza di un'etica del guardiano fondamentalmente legata alla cura e alla protezione della vita, e di un'etica del commerciante più legata alla pratica, esclusiva fra i primati, del commercio. Jacobs pensava che le due fossero sempre state separate nella storia, e che qualsiasi collaborazione fra di esse fosse corruzione, cioè qualsiasi sistema unificante che pretendesse di fare asserzioni riguardanti entrambi, sarebbe semplicemente al servizio di se stesso.
Per Benjamin Tucker il capitalismo è la negazione del libero mercato, perché l'esistenza del capitalismo è basata su privilegi statalisti: i Quattro Monopoli (dazi, brevetti, catasto, valuta ufficiale). Altre dottrine si concentrano sull'applicazione di mezzi capitalisti al capitale naturale (Paul Hawken) o al capitale individuale (Ayn Rand) - dando per scontata una struttura morale e legale più generale che scoraggi l'applicazione di questi stessi meccanismi a esseri non viventi in modo coercitivo, p. es. la "contabilità creativa" che combina la creatività individuale con il complesso fondamento istruttivo della contabilità stessa.
A parte argomentazioni molto ristrette che avanzano meccanismi specifici, è alquanto difficile o privo di senso distinguere le critiche del capitalismo dalle critiche della civiltà europea occidentale, del colonialismo o dell'imperialismo. Queste argomentazioni spesso ricorrono intercambiabilmente nel contesto dell'estremamente complesso movimento no-global, che è spesso (ma non universalmente) descritto come "anti-capitalista". Una critica legata al numero di vittime provocato dal capitalismo è trattata nel libro nero del capitalismo.

## Forme alternative di capitalismo

### Capitalismo inclusivo
Il capitalismo inclusivo è un termine composto da due significati complementari. Il primo è che la povertà è un problema significativo e sistemico nei paesi che hanno già abbracciato o stanno passando a economie capitalistiche. Il secondo è che le aziende e le organizzazioni non governative possono vendere beni e servizi alle persone a basso reddito, il che può portare a strategie mirate di alleviamento della povertà, tra cui il miglioramento della nutrizione, dell'assistenza sanitaria, dell'istruzione, dell'occupazione e dell'ambiente delle persone, ma non del loro potere politico.